# Menestho albula
Menestho albula är en snäckart som först beskrevs av Fabricius 1780.  Menestho albula ingår i släktet Menestho och familjen Pyramidellidae. Inga underarter finns listade i Catalogue of Life.